# قلعة بني عباس
قلعة اث عباس أو قلعة العباس، قلعة تقع على إحدى قمم سلسلة جبال البيبان، جنوب ولاية بجاية الجزائرية وبمحاذاة الحدود الجنوبية لولاية برج بوعريريج.

## الجغرافيا
تتحصن فوق هضبة صخرية على ارتفاع يتراوح بين (1050 و 1297 متر) على مستوى سطح البحر، تحيط بها وديان شديدة العمق ودائمة الجريان...كما تحيط بها أيضا عدة قرى مجاورة وهي:
- قرى: بوندة الكبيرة ـ تازلةـ إلقان من الشرق
- موقاـ تابوعنانت ـزينة من الغرب
- بلعيال ـ شكبوـ بوثواب من الشمال
- بوني ـ فراشة ـ أولاد راشد من الجنوب
- قرية إلوقان وتازلة من الجنوب الشرقي

## التاريخ
يعود تاريخ القلعة إلى القرن 15 الميلادي، أسسها الأمير عبد الرحمن من سلالة الأدارسة الذي جاء إليها من قلعة بني حماد بالحضنة، بعد احتلالها من طرف العرب الهلاليين، فقدم من جبل عياض من المعاضيد قرب المسيلة وفي نصف القرن 15 استقر في نواحي البيبان وقرية موقة وبعد ذلك استقر نهائيا في قلعة بني عباس اغيل اعلي ولاية بجاية وبويع هناك أميرا احترامًا لنسبه الشريف وقوته وحكمته وعلومه خاصة في مجال الدين الإسلامي.

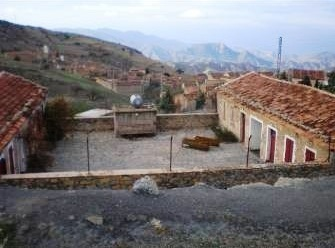
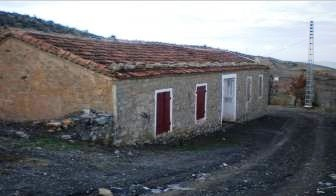
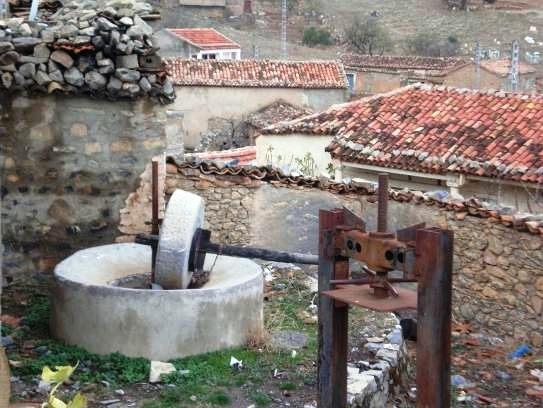

- في سنة 1500م بنى أحمد السلطان نجل الأمير عبد الرحمن حصون وأسوار وأبواب القلعة، بعد وفاة الأمير عبد الرحمن استلم ابنه السلطان أحمد الخلافة الذي كان يلقبه والده (بالعباس)، ومن هدا الاسم لقبت القلعة بقلعة العباس أ وقلعة بني عباس وهكذا خرج عرش بني عباس، ومنح أحمد لقب السلطان لشجاعته وقوته ودفاعه عن القلعة ونواحيها، وفي سنة 1500م بنى السلطان أحمد حصون وأسوار وأبواب القلعة، وتوفي سنة 1510 م بالقلعة ويوجد ضريحه في قرية تقرابت بني عباس اغيل اعلي ولاية بجاية أمام مسجد القرية حاليا في نفس القرية التي يوجد فيها ضريح أبيه الأمير عبد الرحمن ويوجد في نفس المكان ضريح يدعى الطالب وهو طالب أتى إلى السلطان أحمد بن عبد الرحمن لطلب العلم ثم توفي هناك ودفن إلى جانبه وتقرابت بالأمازيغي يعني مكان شريف يزروه الناس ويقرؤون فيه القرآن.
- خلف السلطان أحمد إبنه الأمير عبد العزيز الذي أسس إمارة بني عباس ما بين [1512 و 1559 م] ، ولكن سوء علاقته بالسلاطين الأتراك، أدخله في حرب طاحنة معهم، انتهت بهزيمته وقتله سنة 1559م، ولقب الأمير عبد العزيز ب (الجودي)، ويقال أنه من بين الذين حرروا السواحل الجزائرية خاصة سواحل بجاية من الإسبان)، وقُتل الأمير عبد العزيز علي يد أتباع حسان باشا داي الجزائر وبمساعدة ابن قاضي صاحب جبل كوكو.
- خلف عبد العزيز ابنه السلطان أحمد امقران وامقران بالأمازيغية تعني الكبير والعظيم الشأن أي السلطان ومن هذا الاسم خرج لقب عائلة المقراني، وامتدت رقعة حكم السلطان عبد العزيز وابنه أحمد امقران حتي ولاية بسكرة، وتوفي ببوغني القبائل الكبرى
- خلف أحمد امقران ابنه السلطان سيدي الناصر وتوفي في سيدي عقبة 1624م الزاب بسكرة ومن أبنائه الشيخ ابي البتقي أو بتقة الذي توفي بمجانة ولاية البرج بوعرريج
- آخر زعماء عائلة المقراني (محمد المقراني ابن أحمد ابن محمد ابن الحاج ابن عبد ربو ابن شيخ بوزيد ابن بتقة ابن محمد امقران ابن سيدي الناصر ابن أحمد امقران بن السلطان عبد العزيز ابن السلطان أحمد المدعو العباس ابن الأمير عبد الرحمان النسب الإدريسي، التي يصل نسبها إلى الرسول صلى الله عليه وسلم عن طريق فاطمة الزهراء رضي الله عنها)

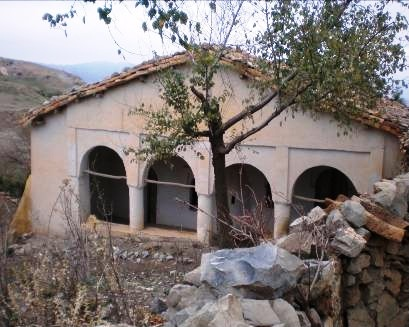
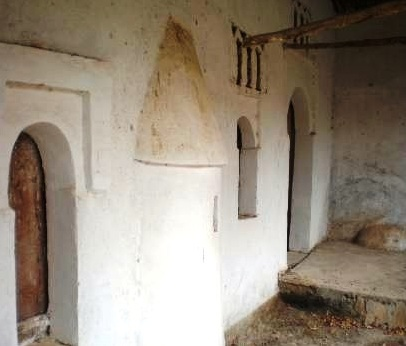
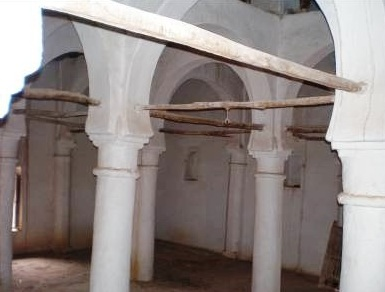

## المقاومة
اتخذ’الحاج محمدالمقراني‘من القلعة سنة 1871م حصنا منيعا له، فقاد مقاومته للغزو الفرنسي إلى أن سقط شهيدا في شهر ماي 1871م بنواحي بني منصور شرق البويرة، لينقل إلى القلعة ويدفن بباحة ’الجامع الكبير‘ الواقع على الضفة الشرقية من القلعة...
وقد حملت أسرة المقراني لواء الجهاد ضد الفرنسيين مع أحمد باي قسنطينة، وبعد ذلك وصلت زعامة الأسرة إلى محمد المقراني الذي قاوم الفرنسيين بدءًا من عام 1870م، ثم أصبح رمزًا لثورة 1871 ضد الفرنسيين، أما الشيخ الحداد الزعيم الثاني للثورة " 1871 " فهو الشيخ محمد أفربان بن على الحداد أحد زعماء الطريقة الرحمانية «الإخوان المسلمون الرحمانيون»، وقد كان للرحمانيين دور هام في ثورة الأمير عبد القادر وثورة الشريف بونبلة الذي قادها الحاج عمر مقدم الرحمانيين وزوج للاّ فاطمة التي شاركت معه في قيادة الثورة إلى أن تم اعتقالها. وبعد ذلك وصلت قيادة الرحمانيين إلى محمد امزيان الحداد الذي ولد سنة 1793، وتلقي تعليمه في زاوية الشيخ ابن عراب في قرية «آيت ابراثن بجبال جرجرة»، وبعد أن أتم الحداد تعليمه عاد إلى منطقة «صدوق» وقام بتعليم الدين والوعظ والإرشاد وتكاثر الطلاب حوله في الزاوية التي أنشأها، وكان أتباعه من الطبقة الشعبية الفقيرة، وعندما أشعل محمد المقراني ثورته في «مجانة وقلعة بني عباس» سنة 1871 تجاوب معه الحداد وأعلن الثورة في جبال البابور وحوض الصومام وجبال جرجرة وحوض الحصنة.
أما بومزراق فهو ثالث رموز هذه الثورة، وهو شقيق محمد المقراني، وقد شارك في الثورة في منطقة سور الغزلان ونوغة، وشلالة العذاورة، وعندما استشهد محمد المقراني استمر بومزراق في مقاومته للاحتلال الفرنسي إلى أن سقط أسيرًا في 20 يناير سنة 1872 م.
ويجدر الإشارة هنا إلى أن المقراني والحداد وبو مزراق محمد المقراني ولدوا بقلعة بني العباس اغيل اعلي بجاية
أحداث ثورة (1871 م)
بدأت أحداث ثورة 1871 بتجمع قوات الحاج محمد المقراني في قلعة بني عباس ومجانة يوم 15 مارس سنة 1871، وجاء المجاهدون من كل صوب للمشاركة في تلك الثورة فبلغ عدد المقاتلين 6 آلاف مجاهد يوم 16 مارس 1871 أي بعد يوم واحد من إعلان الثورة، وسار المقراني بقواته إلى البرج فانضم إليهم الجزائريون العاملون ضمن قوات الحرس الفرنسي المحتلة.
وفرض المقراني الحصار على المدينة لمدة أربعة أيام ثم اتجه بقواته إلى جبال مرسبان شمال شرق «مجانة» وهناك انضم إليه الشيخ الحداد وأتباعه، وخاض المجاهدون، معركة كبيرة في «ساقية الرحى» مع القوات الفرنسية الغازية التي جاءت للقضاء على الثورة، وبعد تلك المعركة انضم عدد آخر من القبائل إلى الثورة فقام أولاد تبان والأربعاء وريفة بقيادة محمد بن عدة بالهجوم على المستوطنات الفرنسية في منطقة العلمة، وألحقت الهزيمة بمفززة فرنسية في عين تاغروط، وفي 20 أبريل 1871 اعترض الثوار سبيل القوات الفرنسية التي غادرت البرج متجهة إلى سطيف، ثم خاض الثوار عددًا من المعارك الناجحة ضد القوات الفرنسية في جبال طافات مثنية مقسم والعيون، ثم اصطدم المقراني بقواته مع الفرنسية في منطقة وادي الرخام في 5 مايو 1871 م واستشهد في تلك المعركة بعد 51 يومًا من القتال الضاري المتواصل.و دفن في قلعة بني عباس اغيل اعلي بجاية.

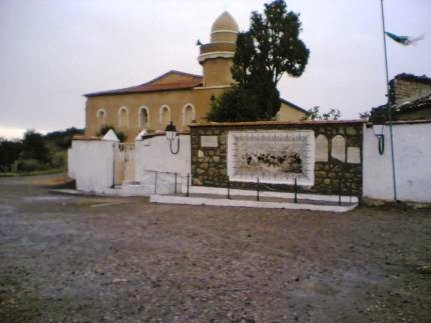
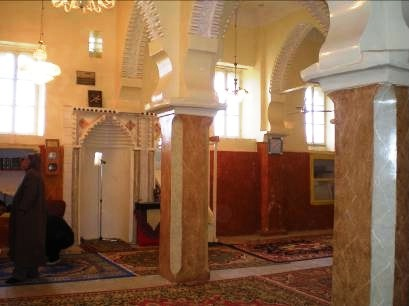

واصل الإخوان الرحمانيون الثورة بقيادة الشيخ محمد الحداد، وكان الاخوان الرحمانيون قد شرعوا للإعداد للثورة قبل ذلك أي في بداية 1871، ففي يناير 1871 وجه الشيخ الحداد نداء إلى الشعب الجزائري يطالبه بالجهاد، وتلقي الإخوان الرحمانيون نداء شيخهم «محمد الحداد» وأسرعوا لحمل السلاح واندلع لهيب الثورة في كل مكان في الجزائر بفضل التنظيم الدقيق للإخوان الرحمانيين واعتمادهم على الطبقات الشعبية وانتشار مراكزهم العلمية في كل مكان، فجر الإخوان الرحمانيون الثورة في منطقة القبائل الكبرى وحتى الحدود الشرقية للجزائر المحاذية لليبيا، وبلغ عدد الثائرين 600 ألف مقاتل وأمكن ضم 250 قبيلة، مما أعطاها طابع الثورة الشاملة، واستمرت تلك الثورة متأججة على موجات قتالية عاما كاملا، كانت المساجد والزاويا خلاله هي قلاع الثورة وقواعد الصمود، وقد خاض الرحمانيون خلال هذا العام عددًا من المعارك الهامة في وادي الصومام اقبو وتيرياهنت وبو شامة وتيزي وجبل طافات والبابور والعلمة والودية وعين عبيسة وثنية الماجن وعين الكحلة وعموشه ووادي البرد وثنية الغنم وقرية كاسة والحمام وغيرها من المعارك التي أبلي فيها الرحمانيون بلاء حسنا وسقط منهم الكثير من الشهداء، ويمكننا أن ندرك مدي اتساع وقوة هذه الثورة إذا علمنا أن القوات البرية الفرنسية الغازية لم تكن قادرة على قمع الثورة، وأنها استعانت بنيران البحرية الفرنسية من البحر، وخاصة البوارج الحربية، وقد اعتقل الشيخ الحداد ثم حوكم وأعدمه الاحتلال الفرنسي بعد ذلــك.
وبعد استشهاد محمد المقراني واعتقال محمد الحداد واصل أحمد بومزراق شقيق المقراني ثورته التي كان قد بدأها في منطقة سور الغزلان ونوغه، وشلالة العذاورة، ودخل في عدد كبير من المعارك مع القوات الفرنسية في برج الأصنام وجبل موقرنين وأولاد زيان، ولما علم باستشهاد أخيه قرر الاستمرار في الجهاد ونسق مع الشيخ الحداد في حصار بجاية ثم الهجوم عليها، ثم عاد إلى جبل البابور واشترك في المعارك الدائرة هناك ضد الفرنسيين، وبعد اعتقال الشيخ الحداد وانتكاس الثورة، استمر بومزراق يتابع جهاده واشتبك مع القوات الفرنسية الغازية في معركة «يوم تاخراط» في 20 يوليو 1871، ثم في سهل مجانه يوم 26 أغسطس 1871، ثم في عجيبة وقبوس يوم 9 سبتمبر وأولاد إبراهيم يوم 25 سبتمبر، واستمر بومزراق في القتال إلى أن سقط أسيرًا في 20 يناير 1872.

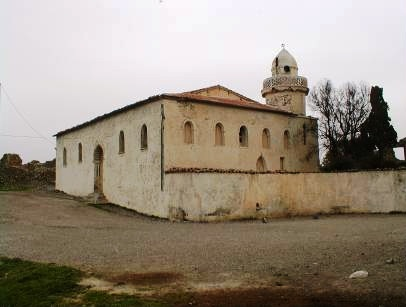
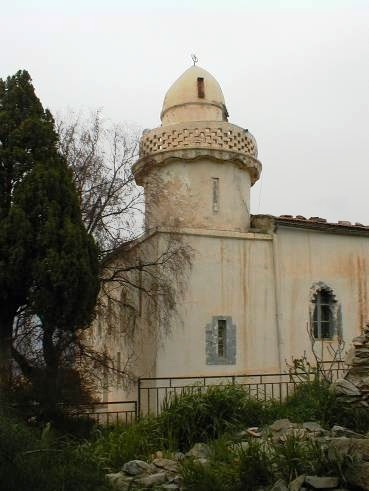
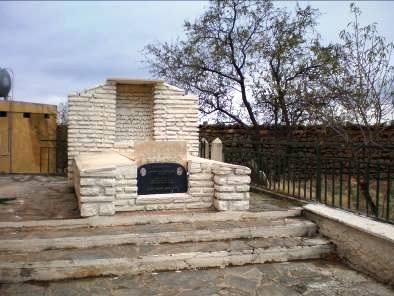

## الإصلاح
على غرار مركز القلعة كحصن لمقاومة الغزو العسكري، فإن القلعة كانت كذلك مركزًا لمقاومة الغزو الفكري وذلك من خلال تأسيس ثاني مدرسة لجمعية العلماء المسلمين الجزائريين سنة 1934م دشنها رئيس الجمعية آنذاك الإمام عبد الحميد بن باديس.

## ثورة الاستقلال
دخلت القلعة وضواحيها في خضم ثورة التحرير الكبرى بالجزائر سنة 1954، عندما عقد أول اجتماع لمسؤولي المناطق، بقيادة العقيد عميروش وبحضور معظم أبطال وقادة الثورة، لكن اكتشاف الأمر من طرف فرنسا جعل القادة ينسحبون من القلعة ويتوجهون إلى منطقة أفري أوزلاقن لإتمام عقد الاجتماع الذي انعقد وهو مؤتمر الصومام 1956.
واجهت القلعة سنة 1957-1958م حصارا اقتصاديا من الاحتلال الفرنسي، تلته حرب إبادة جماعية عن طريق القصف الجوي بالطائرات والبري بالمدافع، لتصبح بعد ذلك خرابا ودمارا، ثم هجر الباقين من سكانها، لتعلن القلعة (منطقة محرمة) من قبل الاستعمار الفرنسي إلى غاية استقلال الجزائر.

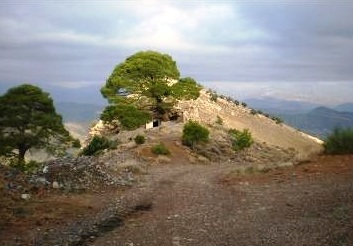
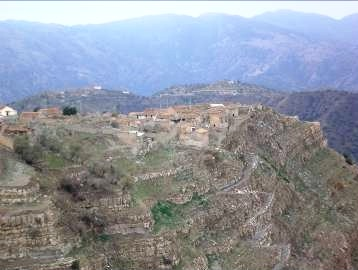
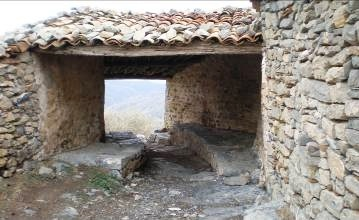